# Крилова Світлана Анатоліївна
Крилова Світлана Анатоліївна (7 квітня 1966, Київ) — український філософ, письменниця, психоаналітик. Доктор філософських наук (2012). Професор (2014). Автор низки книг.

## Діяльність
Кандидат філософських наук (1997). Доцент (2000). Доктор філософських наук (2012). Професор (2014).  Віце-президент Асоціації Філософського Мистецтва  (2007).  З 2014 р. завідує кафедрою культурології та філософської антропології Національного педагогічного університету імені М.П. Драгоманова. Коло наукових інтересів: філософська антропологія, метаантропологія, соціальна метаантропологія,  філософія культури, соціальна філософія, етика, естетика, філософія освіти, філософія психоаналізу, філософія екзистенції, філософія статі.
Досліджує  безсмертя  особистості як етико-екзистенційну проблему, соціокультурні та гендерні аспекти феномену краси в соціальному бутті людини, проблеми постантропології, психоаналітичні та екзистенційні основи відносин чоловіка та жінки. Разом з Н. Хамітовим заснували напрям і школу філософського психоаналізу як актуалізуючого психоаналізу та андрогін-аналіз.
Започаткувала напрям «соціальна метаантропологія», у якому основні  положення метаантропології  - вчення про буденне, граничне та метаграничне буття людини, застосовуються до суспільства. Соціальна метаантропологія досліджує можливості виходу соціуму за межі буденності в граничні та метаграничні стани, що дає можливість усвідомлювати й аналізувати суспільні процеси в трансформаційні періоди та робити вірні футурологічні прогнози.
З 2002 р. автор та ведуча популярної філософської програми «Особистість і доля» на Радіо-FM.  Відомі гості програм: Назіп Хамітов, Ганна Турчинова, Анжеліка Резнік.

## Головні праці
- Крилова     С. Безсмертя особистості: ілюзія чи реальність? – К.: Сатсанга,  1999. – 160 с.
- Крылова С.А.. Психология красивой женщины. – М.:     ООО «Издательство АСТ», Харьков: «Торсинг», 2004. – 253 с. (у співавторстві з Н.Хамітовим).
- Крилова     С.А. Психология на красивата жена  [пер. от русски език Димитр Мирчев]. – София: ИК Кванти, 2006. – 272 с. (Болгарською мовою)  (у співавторстві з Н.Хамітовим).
- Крилова     С. Історія філософії: проблема людини: Навчальний посібник зі словником. –     К.: КНТ, Центр навчальної літератури, 2006. – 296 с. (у співавторстві з     Н.Хамітовим та Л. Гармаш).
- Крылова     С. Этика: путь к красоте отношений. – К.: КНТ, 2007. – 256 с. (у співавторстві з     Н.Хамітовим).
- Крилова     С. Філософський словник: людина і світ. – К.: КНТ, Центр навчальної     літератури, 2007. – 264 с. (у співавторстві з Н.Хамітовим).
- Крылова     С. Этика и эстетика: словарь ключевых терминов. – К.: КНТ, 2009. – 336 с. (     у співавторстві з Н.Хамітовим та С.Мінєвою).
- Крылова С.     Тайна хоббита. — Донецк: Сталкер, М.: АСТ, 2002 (у співавторстві з Н.Хамітовим), псевдоніми «Нэз и Лана Светлые».
- Крылова С.     Магическая Книга. — К.: Махаон-Украина, 2008 (у співавторстві з     Н.Хамітовим), псевдоніми «Нэз и Лана Светлые».
- Крилова     С. Краса людини: особистість, сім’я, суспільство (соціально-філософський     аналіз). – Ніжин: Аспект-Поліграф, 2011. – 344 с.
- Крилова С.А. Феномен краси світогляду / Гілея (науковий вісник): [зб. наук. праць] / [гол. ред. В.М. Вашкевич]. – К., 2013. – Випуск 75. – С. 358-360.
- Крилова С.А. Феномен відчуження в соціальному бутті людини / Гілея (науковий вісник): [зб. наук. праць] / [гол. ред. В.М. Вашкевич]. – К., 2013. – Випуск 73. – С. 196-198.
- Крилова С.А. Соціальне партнерство та краса відносин учителя та учня / Гілея (науковий вісник): [зб. наук. праць] / [гол. ред. В.М. Вашкевич]. – К., 2013. – Випуск 70. – С. 653-657.
- Крилова С.А. Категорії "краса" та "цілісність" в контексті людського буття / Гілея (науковий вісник): [зб. наук. праць] / [гол. ред. В.М. Вашкевич]. – К., 2013. – Випуск 71. – С. 469-474.
- Крилова С.А. Зовнішня та внутрішня краса: підхід соціальної метаантропології / Гілея (науковий вісник): [зб. наук. праць] / [гол. ред. В.М. Вашкевич]. – К., 2013. – Випуск 74. – С. 183-185.
- Крилова С.А. Краса вчинків та відносин як критерій «акме» в процесі соціалізації: методологія соціальної метаантропології // Гуманітарниі студії 2013 - № 20. КНУ ім. Т.Шевченка.- С. 78-88.
- Крылова     С.  Философская антропология:     словарь.. — К.: КНТ, 2014 (у співавторстві з Н.Хамітовим, С.     Мінєвою та ін.)
- Крилова С.А. Соціальна метаантропологія як методологія дослідження краси в соціальному бутті / Totallogy–XXI. Постнекласичні дослідження / [гол. ред. В.В. Кізіма]. – К.: ЦГО НАН України, – Вип. – С. 99-110.
- Крилова С.А. Соціальне партнерство та краса відносин // Totallogy–XXI. Постнекласичні дослідження / [гол. ред. В.В. Кізіма]. – К.: ЦГО НАН України, – Вип. 29. – С. 249-259.
- Крылова С.  Этика: путь к красоте отношений.     Курс лекций (метаантропологический анализ) – К.: КНТ, Центр учебной     литературы, 2014.  2-е издание, исправленное и дополненное.  (у співавторстві з Н.Хамітовим).
- Крилова С.  Історія філософії: проблема     людини. Вступ до філософської антропології як метаантропології. — К.,     2015, (у співавторстві з Л. Гармаш і Н.Хамітовим) 3-е видання, перероблене та доповнене.
- Крилова С. Філософська публіцистика як мужність відкритості іншому: актуальність для академічної освіти і науки.  – Вища освіта України, №1 – с. 12 – 21, 2019 (у співавторстві з Н.Хамітовим).
- Крилова С.А. Філософський словник. Людина і  світ. 3-е видання, виправлене і доповнене. – К. : КНТ: Центр навч. л-ри, 2019. – 200 c. (у співавторстві з Н.Хамітовим).
- Крилова С.А.  Краса людини в життєвих практиках культури. Монографія.  Видання 2-е, перероблене та доповнене.  – К.: КНТ. – 2020.  - 563 с.